# 民族派
民族派（みんぞくは）とは、日本における第二次世界大戦後の右翼の一つの傾向、在り方。

## 歴史

### 昭和時代
戦後日本の右派は、東西の冷戦構造下において、「民族主義」よりも「反共主義」を重視した。そのような状態に対して、1960年代後半には、「反共」よりも、「民族主義」を重視する青年学生の勢力が登場する。彼らは、既成の右派と一線を画し、「右翼」と呼ばれることを嫌い、自らを「民族派」と呼んだ。しかし、冷戦時にソ連・中国など東側諸国を支持する日本社会党（現・社会民主党）のために改憲発議すら不可能で軍隊を持てない日本が民族派の主張通りに動いたら国際的・安全保障で孤立・対米輸出による経済発展を失っていたと指摘されている。戦前のように内部にソ連のスパイや中国シンパがいることでアメリカ政府が日本や日本人に敵対・排日だった時代ではないのにわざわざ西側諸国と対立することはソ連の得にしかならないとして批判された。実際に親米派を敵視する左派には一部の言動が利用できると支持されたが、世論的な支持は広まらなかった。それに対して、親米派は支持を広げ緊密な連携で左派が支持してきたソ連崩壊達成、その後も中国の対日軍事挑発などから日米安保支持が8割に上って世論の支持を広げた。親米右派は自衛隊にさえ国内反対世論があった時で感情ではなく大局的に動いたこと、東側諸国の最優秀国家東ドイツと戦後の日本の発展の差で西側についた経済・安全保障の正しさを証明したと主張している。
民族派の運動は、三島由紀夫の言動や、新左翼の活動論に大きく刺激され、この時期に飛躍的発展を遂げた。民族派の政治的主張の特徴は、米ソによる世界分割支配をYP体制（ヤルタ・ポツダムの略）と呼んで厳しく批判した。一般に民族派とされる野村秋介は、新左翼やアナーキストと討論に応じたり、テレビ朝日の討論番組「朝まで生テレビ!」にも出演した。これらの積極的な言論活動は、既存の右翼が今まで行っていなかったことであり、注目された。また、元統一戦線義勇軍総裁の見沢知廉は純文学の作家として長く活動した。

### 平成時代
平成前半、新しい歴史教科書をつくる会に賛同する動きがあった。
「反米ナショナリズム」の観点から、北朝鮮やロシア連邦に対し融和的な姿勢をとる動きが一部で見られた。高沢皓司は1995年に北朝鮮へ訪問した際、よど号グループの田宮高麿から、日本国内に「愛族同盟」と称する政治団体を結成し、日本の民族派系組織も取り込もうとする構想を聞かされたという。高沢は田宮と対立したまま別れ、親交があった民族派とも長い間関わらなかった。
木村三浩と見沢知廉は、1995年に平壌へ渡っており、よど号グループと面会。鈴木邦男も2008年4月から度々北朝鮮へ渡航している。一時は一水会とよど号グループとの間で対日貿易が検討されていた。田中義三が北朝鮮の偽米ドル札事件に関与した容疑で逮捕されると、木村と鈴木は激励のためタイへ渡り、チョンブリ刑務所を訪問している。民族派の蜷川正大は過去に朝鮮総連に所属し、北朝鮮工作員とも接点があった徐裕行を支援している。鈴木は「今の憲法は押しつけ憲法、占領憲法だと思ってますけど、自由のない自主憲法よりは、自由のある占領憲法のほうがずっといい」と述べるなど、転向していった。
2000年代後半に発生し、インターネットを活用して勢力を拡大させた「行動する保守」（右派系市民グループ）は、親米保守の影響が強く、しばしば対立した。右派系市民グループは「対中、対韓排外主義」ワンイシュー的で、民族派や既成右翼（街宣右翼等）による闘争の歴史感覚を継承しないとされる。一水会代表木村三浩は、右派系市民グループの持つ排外主義的な側面を「右翼の名に値しないおぞましい集団」と厳しく批判する。その一方で、民族派の流れをくむ維新政党・新風のように交流を強める団体もある。
一部の民族派は、東日本大震災及び福島第一原子力発電所事故をうけて「山河を守れ」「国土を汚すな」という視点から「脱原発」を呼び掛けた。